# Mauren
Mauren (helyi dialektusban Mura) község Liechtensteinben. Schaanwald falu is a községhez tartozik.

## Neve
A Mauren név az ónémet "Muor" szóból származik, ami állóvizet, lápot, tavat jelent. A "Muron" szó ebből fejlődött ki a 12. században.

## Története
Az településen bronzkori leleteket találtak, amelyek Kr .e. 1500 környékéről származnak. A rómaiak Kr. e. 15 körül építették a Milánó-Bregenz katonai utat, amely Schaanwaldon is keresztül vezetett. Ennek eredményeként római kori uradalmak épültek Kr. u. 100 körül Schaanwaldban és Kr. u. 200 körül Maurenben. Egy másik kastélyt, amely még fürdőhelyiséggel is rendelkezett, Kr. u. 200-300 körül építették Schaanwaldban. Kr. u. 400 táján a római telepeket elhagyták.
A 7. század végén keresztény templom épült Maurenben. Az egyszerű csarnoképületben még nem volt apszis, ezt csak 800 után építették. Ez idő alatt a halottakat az apszistól keletre temették el. Maurent először Muron néven említették 1178-ban, amikor a schänisi Szent Sebestian-kolostor birtokába került. 1200 körül egy második templom épült az első helyén.
Legkésőbb 1305-ig Mauren független plébánia volt, és a schellenbergi lovagok birtokolták. 1317-ben eladták ingatlanjaikat a Werdenberg-Heiligenberg grófoknak. 1382-ben a feldkirchi Szent Johann-kolostor Maurentől fogadta a plébánosokat. 1396. július 22-én Wenzel király Schellenberget és így Maurent is császári birtoknak nyilvánította. A templom teljes felújítása 1500 körül kezdődött. A román hajót nagyobb gótikus ablakokkal látták el, a toronyba 1650-ben fából készült harangházat építettek nyolcszögletű törött hegyes sisakkal. 1507-ben a von Sulz sváb grófi család házasság útján megszerezte Schellenberget és Maurent. 1610-ben a templomot a felső-svábiai Weingarten kolostor vásárolta meg. 1613-ban Karl Ludwig von Sulz gróf Vaduz és Schellenberg uraságait eladta Kaspar von Hohenems grófnak 200 000 guldenért. 1699. január 18-án I. János Ádám liechtensteini herceg 115 000 guldenért vásárolta meg Schellenberget és így Maurent is.

## Politika
A község vezetője Freddy Kaiser (FBP).

## Sport
Az USV Eschen/Mauren futballklub, az ötszörös liechtensteini kupagyőztes viseli a község nevét. Hazai mérkőzéseit az Eschen-Mauren sportparkban játssza, amely az escheni ipari park keleti végén található. A stadion 6000 nézőt képes befogadni. 1990 és 2015 között a liechtensteini labdarúgó-válogatott 12 nemzetközi mérkőzést játszott itt.

## Látnivalók
- Péter és Pál plébániatemplom
- Rössle Kultúrház
- Madárparadicsom (Birka természetvédelmi területen helyezkedik el, Mauren határában)
- Mura Múzeum

## Maureniek
- Peter Kaiser (1793-1864) történész és államférfi
- Fritz Kaiser (1955-) vállalkozó, befektető és filantróp
- Dominique Hasler (1978-), liechtensteini politikus, 2017 óta belügyi, oktatási és környezetvédelmi miniszter
- Jürgen Berginz (1989-) bobversenyző, olimpikon

## Fordítás
Ez a szócikk részben vagy egészben  a   Mauren című német Wikipédia-szócikk fordításán alapul.  Az eredeti cikk szerkesztőit annak laptörténete sorolja fel. Ez a jelzés csupán a megfogalmazás eredetét és a szerzői jogokat jelzi, nem szolgál a cikkben szereplő információk forrásmegjelöléseként.